# Brigadeführer

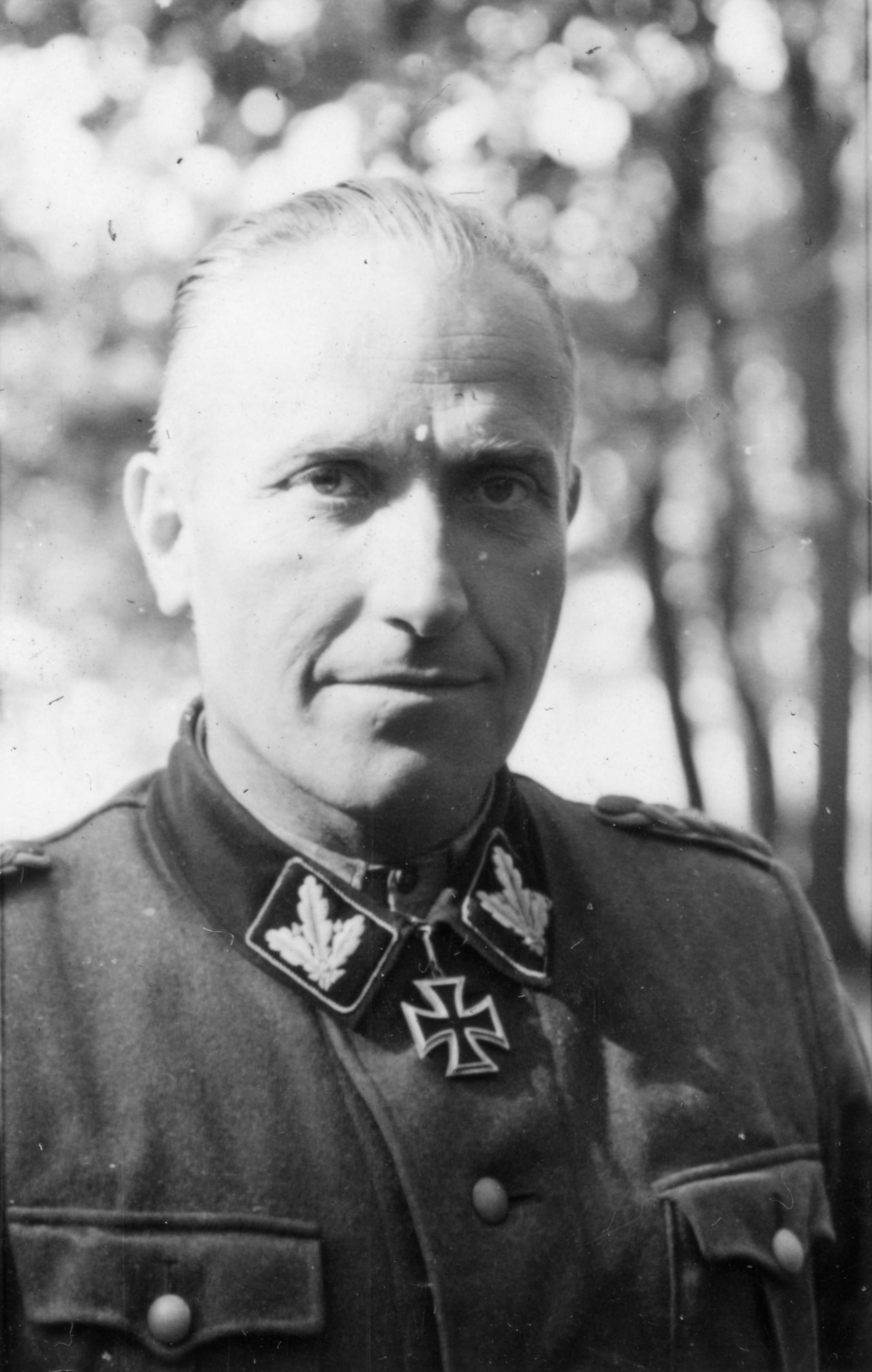
Hermann Priess, SS-Brigadeführer en Generalmajor van de Waffen-SS

Brigadeführer was een SA- en SS-rang, die gebruikt werd in nazi-Duitsland tussen 1932 en 1945.
De rang werd gecreëerd door uitbreiding van de SS, hij werd verleend aan officieren die de leiding hadden over een SS-Brigade. In 1933 kregen deze brigaden de naam SS-Abschnitte. De rang Brigadeführer bleef bestaan.
Van oorsprong had een Brigadeführer de rang van tweede generaal van de SS en stond tussen de Oberführer en Gruppenführer. Dit veranderde echter toen de Waffen-SS haar intrede deed, evenals de Ordnungspolizei. In beide organisaties was de rang van Brigadeführer het equivalent van een Generalmajor en iets boven een Oberst in de Wehrmacht. De rang van een Generalmajor is vergelijkbaar met de hedendaagse Brigadegeneraal.
Het insigne van een Brigadeführer was aanvankelijk twee eikenblaadjes en een zilveren ster. Dit veranderde in 1942 toen de rang van Oberst-Gruppenführer zijn intrede deed. Een Brigadeführer droeg ook het epaulet van Generalmajor op hun schouder.

Insignes van de rang Brigadeführer en Generalmajor van de Waffen-SS
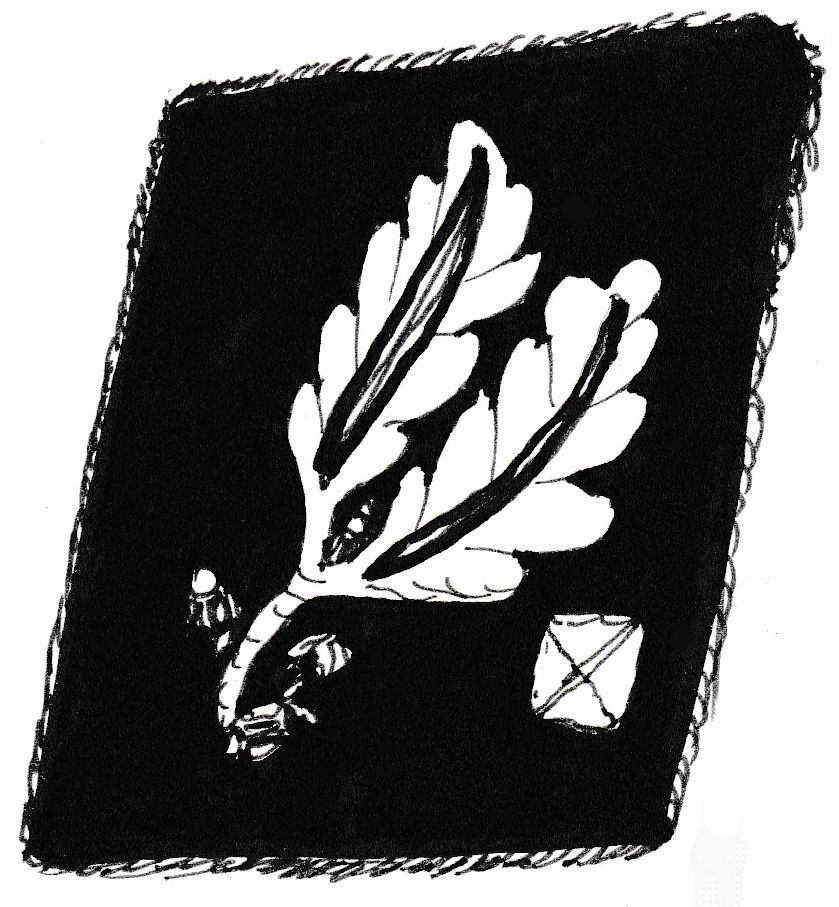
Kraagspiegel (voor 1942)
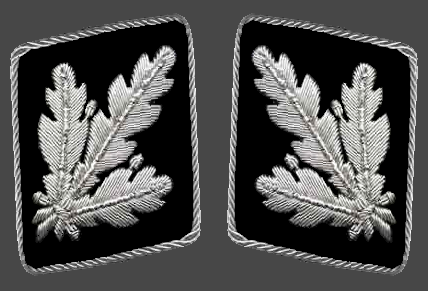
Kraagspiegels (1942-1945)
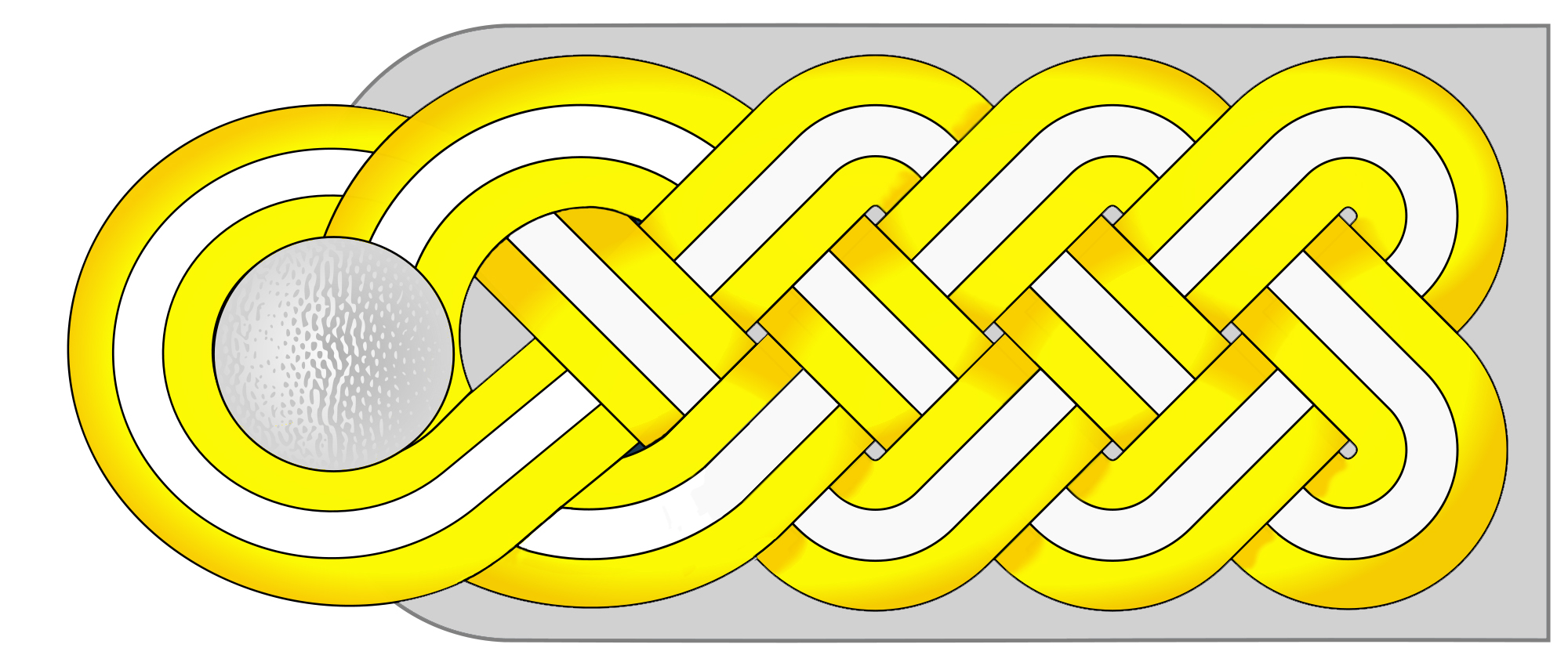
Epaulet
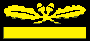
Camouflage-parka

## Opmerkelijke personen met deze rang
- Kurt Meyer: commandant van 12. SS-Panzer-Division Hitlerjugend, jongste generaal (34 jaar) in de SS
- Josef Bühler: nam deel aan de Wannseeconferentie
- Wilhelm Mohnke: commandant van de verdediging van de Rijkskanselarij in Berlijn
- Walter Schellenberg: betrokken bij het Venlo-incident

## Bevorderingsgeschiedenis
| Bevordering tot SS-Brigadeführer per jaar | Bevordering tot SS-Brigadeführer per jaar | Bevordering tot SS-Brigadeführer per jaar |
| ----------------------------------------- | ----------------------------------------- | --- |
| 1933                                      | 15                                        | Max Henze, Johann-Erasmus von Malsen-Ponickau, Werner Lorenz, August Heißmeyer, Reinhard Heydrich, Hans-Adolf Prützmann, Erich von dem Bach-Zelewski, Albert Forster, Paul Körner, Kurt Wege, Ernst-Heinrich Schmauser, Robert Bergmann, Curt Wittje, Wilhelm Grimm, Paul Moder |
| 1934                                      | 13                                        | Christoph Diehm, Gustav Giesecke, Friedrich Schlegel, Otto Dietrich, Wilhelm Rediess, Wilhelm Koppe, Theodor Berkelmann, Theodor Eicke, Paul Scharfe, Friedrich Wilhelm Starck, Wilhelm von Holzschuher, Karl Zech, Paul Hennicke |
| 1935                                      | 15                                        | Ludwig Grauert, Kurt Schmitt, Julius Schreck, Joachim von Ribbentrop, Hans Heinrich Lammers, Wilhelm Keppler, Karl Wolff, Arthur Greiser, Oswald Pohl, Herbert Backe, Julius Schaub, Max Steinhäuser, Wilhelm Werner, Hermann Reischle, Wilhelm Meinberg |
| 1936                                      | 24                                        | Wilhelm Dreher, Karl Fritsch, Walter Granzow, Hermann Harm, Bernd von Kanne, Berthold Maack, Karl Pflomm, Emil Popp, Paul Hausser, Wilhelm Reinhard, Emil Mazuw, Walter Schmitt, Siegfried Taubert, Ernst Wilhelm Bohle, Günther Pancke, Ernst Sachs, Friedrich Alpers, Christian Weber, Karl Maria Wiligut, Fritz Schlessmann, Kurt Kaul, Ewald von Massow, Jakob Sporrenberg, Alfred Freyberg |
| 1937                                      | 7                                         | Hans Bauszus, Andreas Bolek, Richard Herrmann, Rolf von Humann-Hainhofen, Walter Ortlepp, Ernst-Robert Grawitz, Ludwig von Schröder |
| 1938                                      | 14                                        | Theodor Croneiss, Friedemann Goetze, Arthur Gütt, Karl Hermann Frank, Hubert Klausner, Walther Oberhaidacher, Hans Saupert, Ernst Kaltenbrunner, Wilhelm Stuckart, Leonardo Conti, Franz Breithaupt, Wilhelm von Wedel, Leo Petri, Hanns Johst |
| 1939                                      | 41                                        | Wilhelm Albert, Beutel Lothar, Willi Börger, Hermann Cummerow, Richard Fiedler, Alfons Glatzel, Heinz Jost, Georg Lenk, Hans Nieland, Ulrich Scherping, Friedrich Schmidt, August Eigruber, Friedrich Rainer, Hugo Jury, Gottlob Berger, Otto Hofmann, Hanns Albin Rauter, Karl Pfeffer-Wildenbruch, Ulrich Greifelt, Otto Steinbrinck, Helmut Stellrecht, Karl Taus, Rudolf Weiß, Gustav von Wulffen, Erich Hilgenfeldt, Jürgen von Kamptz, Adolf von Bomhard, Werner Bracht, Arthur Mülverstedt, Harald Turner, Werner Best, Kurt Knoblauch, Heinrich von Maur, Oskar Schwerk, Georg Ahrens, Odilo Globočnik, Ernst von Radowitz, Hans Georg von Mackensen, Eggert Reeder, Heinrich Jürs, Bruno Streckenbach |
| 1940                                      | 45                                        | Joseph Bauer, Max Clausius, Karl von Fischer-Treuenfeld, Leopold Gutterer, Friedrich Hauser, Wilhelm Huth, Franz Jaegy, Hans Krebs, Franz Kutschera, Karl Pflaumer, Otto Rasch, Wilhelm Röder, Bernhard Ruberg, Johannes Schäfer, Richard Schaller, Paul Zimmermann, Karl Eberhard Schöngarth, Rudolf Querner, Hans Jüttner, Felix Steiner, Hartmann Lauterbacher, Fritz Tittmann, Otto Weber, Otto von Weiß, Lucian Wysocki, August Frank, Georg Jedicke, Arthur Nebe, Heinrich Müller , Karl Gutenberger, Georg Keppler, Paul Wegener, Herbert Becker, Albert Fett, Lothar Fritsch, Max Thomas, August Meyszner, August Frank, Karl Gebhardt, Karl von Fischer-Treuenfeld, Ludolf-Hermann von Alvensleben, Albert von Beckh, Hans Haltermann, Otto Klinger, Hans Hinkel, Carl Friedrich von Pückler-Burghauss |
| 1941                                      | 49                                        | Herbert Bach, Kurt Bader, Karl Bock, Franz Claassen, Erwin Ettel, Hans Fischböck, Bruno Goedicke, Oskar Knofe, Willi Köhn, Hellmut Körner, Hanns Löhr, Adolf von Oeynhausen, Willi Parchmann, Curt Pohlmeyer, Anton Reinthaller, Ludwig Ruckdeschel, Karl Scharizer, Walther Schröder, Carl Zenner, Friedrich Uebelhoer, Artur Phleps, Alfred Wünnenberg, Karl Hanke, Hans-Christian Schulze, Franz Walter Stahlecker, Willy Tensfeld, Gerhard Winkler, Matthias Kleinheisterkamp, Wilhelm Bittrich, Richard Wendler, Georg Schreyer, Otto von Oelhafen, Karl Demelhuber, Walter Krüger, Benno Martin, Gerret Korsemann, Rudolf Jung, Wilhelm Bittrich, Karl Genzken, Georg Lörner, Richard Glücks, Fritz Katzmann, Waldemar Wappenhans, Max Schneller, Otto Schumann, Heinrich Lankenau, Fritz Katzmann, Konstantin Kammerhofer, Emil Höring |
| 1942                                      | 80                                        | Otto Abetz, Alfred Arnold, Georg Altner, Alfred Baue, Otto Bene, Karl Brunner, Friedrich Dermietzel, Hans Döring, Anton Dunckern, Kurt Eberhard, Johannes Engel, Leo von Falkowski, Franz Fischer, Fritz von Scholz, Werner Gerlach, Helmuth Gerloff, Leo Gotzmann, Wilhelm von Grolman, Oskar Grussendorf, Hermann Haertel, Peter Hansen, Hans Harnys, Wilhelm Hartenstein, Otto Heider, Erik von Heimburg, Eberhard Herf, Walter Hewel, Kurt Hintze, Karl Hoffmann, Franz Josef Huber, Paul Kanstein, Hans Grünwald, Hans Julius Kehrl, Gottfried Klingemann, August Korreng, Anton Kreißl, Ernst-Karl von Kretschmann, Emil Krumhaar, Ernst Ludwig Leyser, Otto Marrenbach, Hellmut Mascus, Willy Meerwald, Rudolf Mentzel, Fritz Meyer, Hermann Müller, Rudolf Mueller-Boenigk, Hermann Ramsperger, Walther Schieber, Hans Mörschel, Albrecht Schmelt, Johannes Schroers, Otto Winkelmann, Erwin Schulz, Robert Schulz, Hans Schwedler, Claus Selzner, Erich Spickschen, Gustav Stolle, Heinrich Teitge, Edmund von Thermann, Theobald Thier, Bernhard Voß, Ernst von Weizsäcker, Ernst Wenzel, Paul Will, Hellmut Willich, Friedrich Wimmer, Herbert Otto Gille, Karl Oberg, Hans Kammler, Curt von Gottberg, Maximilian von Herff, Karl Oberg, Georg-Henning Graf von Bassewitz-Behr, Jürgen Stroop, Friedrich von der Goltz, Willy Schmelcher, Friedrich von der Goltz, Richard Jungclaus, Lothar Debes, Max Simon                  |
| 1943                                      | 58                                        | Werner Ballauff, Alfred Berndt, Viktor Böttcher, Willi Brandner, Karl Cerff, Harry von Craushaar, Rudolf Creutz, Hans Dauser, Johann Deininger, Karl Dellenbusch, Werner Dörffler-Schuband, Wilhelm von Dufais, Paul Eckhardt, Kuno von Eltz-Rübenach, Ulrich Graf, Jacques Groeneveld, Wilhelm Günther, Ewald Hecker, Walther Hille, Oskar Hock, Horst Hoffmeyer, Konrad Hornung, Hans Kelz, Wilhelm Kinkelin, Anton Kless Edler von Drauwörth, Robert Knapp, Christian Peder Kryssing, Rudolf Lohse, Günther Merk, Gerhard Mischke, Max Montua, Erhard Müller, Werner Naumann, Carl von Oberkamp, Walter Opländer, Heinrich Peper, Konrad Ritzer, Bruno Rothardt, Karl Schäfer, Fritz Schmedes, Kurt von Schröder, Otto Ullmann, Herbert-Ernst Vahl, Heinrich Siekmeier, Ludwig Steeg, Walther Stepp, Friedrich Tscharmann, Theodor Vahlen, Franz Vogelsang, Anton Vogler, Richard Wagner, Rūdolfs Bangerskis, Albert Hoffmann, Hermann Priess, Walter Schimana, Karl Brandt, Hermann Fegelein, Karl-Gustav Sauberzweig |
| 1944                                      | 81                                        | Walter Abraham, Franz Augsberger, Georg Asmus, Hellmuth Becker, Wilhelm Berndt, Walter Bertsch, Walther Bierkamp, Gottfried von Bismarck-Schönhausen, Blaschke, Hugo, Johann Blaschke, Herbert Böttcher, Gerhard Bommel, Hermann Crux, Ernst Damzog, Hans Dellbrügge, Anton Diermann, Gustav Diesterweg, Ludwig Eschholdt, Heinz Fanslau, Ernst Otto Fick, Hans Flade, Hermann Franz, Fritz Freitag, Heinrich Gärtner, Paul Otto Geibel, Otto Giesecke, Walter Griphan, Egon Groeneveld, Erich Gruber, Walter Gudewill, Heinz Harmel, Ernst Hartmann, Hans Helwig, Fritz Herrmann, Philipp Hofmann, Bronislav Kaminski, Alfred Karrasch, Adolf Katz, Hans Kehrl, Wilhelm Keilhaus, Otto von Keudell, Fritz Kranefuß, Gustav Krukenberg, Wilhelm Küper, Otto Kumm, Otto Kuschow, Heinz Lammerding, Franz Langoth, Pietro Mannelli, Georg Meindl, Kurt Meyer, Hinrich Möller, Franz Mueller-Darß, Erich Naumann, Günther Palten, Carl Edler von der Planitz, Hans Plesch, Ernst Rode, Wilhelm Roettig, Johannes Rumpf, Ferdinand von Sammern-Frankenegg, Walter Schellenberg, Robert Schlake, Walter Neblich, Karl Schlumprecht, Albrecht Schmidt, Paul Schmitthenner, Otto Schottenheim, Fritz Schuberth, Joachim Ziegler, Wilhelm Schüssler, Hinrich Schuldt, Franz Schwarz, Johannes Soodla, Johannes Thiele, Edmund Veesenmayer, Jürgen Wagner, Willy Weidermann, Theodor Wisch, Fritz Witt, Paul Worm, Fritz Kraemer, Kurt-Peter Müller |
| 1945                                      | 26                                        | Otto Bonness, Kurt Brasack, Otto Braß, Karl Burk, Ernst Engelhardt, Desiderius Hampel, Heinrich Hannibal, Stefan Hedrich, Nikolaus Heilmann, Gerhard Karehnke, Hugo Kraas, Gustav Lombard, Curt Ludwig, Wilhelm Mohnke, Kurt-Peter Müller, Karl Patry, Günther Reinecke, Joachim Rumohr, August Schmidhuber, Johannes Schmiedel, August Zehender, Gerd Unbehaun, Franz Six, Sylvester Stadler, August Wilhelm Trabandt, Walther Wüst |